# Prunus douglasii
Prunus douglasii är en rosväxtart som beskrevs av I. Basualdo och E. Zardini. Prunus douglasii ingår i släktet prunusar, och familjen rosväxter. Inga underarter finns listade i Catalogue of Life.